# Mammalogie
La mammalogie est la branche de l'histoire naturelle, une sous-branche de la zoologie, consacrée à l'étude des mammifères, classe de vertébrés présentant des caractéristiques communes telles que métabolisme homéothermie, fourrure, cœur à quatre chambres, système nerveux complexe, mamelles. Le mot a été créé au début du XIXe siècle.
La mammalogie consiste notamment à étudier les origines, le comportement, le régime alimentaire, la génétique, la diversité génétique et la dynamique des populations des mammifères, ainsi que les interactions des mammifères entre eux, avec d'autres espèces (dont relations prédateurs-proies) et avec leur environnement et habitats.
La mammalogie comprend des sous-disciplines plus spécialisées comme la primatologie (étude des primates), la cétologie (étude de cétacés), l'hippologie (étude des chevaux), etc.

Elle trouve des applications dans de nombreux domaines, de l'élevage ou zootechnie, à la biologie de la conservation.

## Terminologie
Elle a été un peu confuse dans les siècles précédents. Une confusion est possible entre la partie de la zoologie qui traite des mammifères et la discipline médicale relative au sein ou à la mamelle. La Mammalogie a ainsi autrefois été nommée sénologie (mot qui désigne plutôt aujourd'hui dans le monde médical l'étude des seins, bien que le mot mastologie lui soit préféré) et inversement, le mot mammalogie a autrefois parfois désigné la branche médicale de la médecine qui s'occupait du sein et de ses pathologies.

La Mammalogie a aussi autrefois parfois été nommée theriologie ou therologie (theriology ou therology pour les anglosaxons) ou classée dans ces domaines qui pouvaient englober l'étude de tous les animaux sauvages, voire de la botanique selon les cas et les époques. Dans un sens plus précis, le terme est employé sur le plan international par les spécialistes des Thériens (sous-classe Theria) c'est-à-dire des mammifères vivipares, excluant l'Ornithorynque et l'Échidné. Ce vocabulaire est aujourd'hui tombé en désuétude.
Au dernier quart du XVIIIe siècle, la zoologie comprenait la Tétrapodologie, histoire des quadrupèdes couverts de poils.
Le mot mammalogie formé du latin mamma, « mamelle » et du grec logos, « discours », et désignant la branche de la zoologie qui a pour objet l'étude ou l'histoire naturelle des mammifères est devenu usuel au début du XIXe siècle,.

## Histoire de la mammalogie

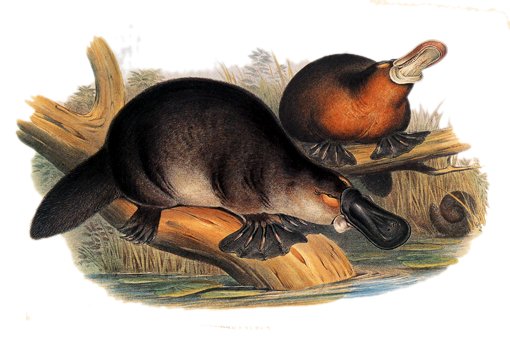
Ornithorynques (Ornithorhynchus anatinus).
Illustration dans l'ouvrage de John Gould Les Mammifères d'Australie (1845-1863).

Dès l'Antiquité, Aristote (384 av. J.-C.-322 av. J.-C.) avait reconnu l'existence d'un ensemble de Vertébrés quadrupèdes, vivipares et porteurs de poils.
John Ray (1627-1705) distingue, parmi les Vertébrés, les Quadrupèdes porteurs de poils qui sont vivipares.
Francis Willughby (1635-1672) découvre chez les Cétacés tous les caractères des Quadrupèdes vivipares.
Michel Sarrazin (1659-1734), marchant sur les traces de Perrault, faisait l'anatomie des Mammifères (castor, glouton, orignal, etc.) de l'Amérique septentrionale et communiquait à l'Académie des Sciences de Paris ses recherches sur ceux-ci.
Buffon (1707-1788) publie l'Histoire des Quadrupèdes (12 volumes, 1755-1767) auquel collabore Daubenton (1716-1800), par la rédaction des descriptions anatomiques,  qui sont des chefs-d'œuvre d'exactitude et qui forment encore au XIXe siècle une des bases de l'anatomie comparée des Mammifères.
Le choix de Linné (1707-1778), de définir en 1758 la classe des Mammifères par la présence de glandes mammaires et non, par exemple, de poils, autre caractéristique de la classe, répond à la classification d’Aristote. Mais cette classification ancienne avait l’inconvénient d’exclure les Cétacés et les Chiroptères, qui étaient alors classés respectivement parmi les Poissons et les Oiseaux. La découverte des Monotrèmes (par exemple l'Ornithorynque) est ultérieure (1798) à la définition de Linné (1758), mais elle a confirmé la pertinence de la classification opérée par le savant.
L'Abbé Spallanzani (1729-1799) réussit, en 1779, la première insémination artificielle d'une chienne.
En 1825, Frédéric Cuvier (1773-1838) considère les dents des Mammifères comme des caractères zoologiques de cette classe.
En 1829, Frédéric Cuvier partage les Mammifères en onze ordres, à savoir : Quadrumanes, Insectivores, Carnivores, Phoques, Marsupiaux frugivores, Rongeurs, Édentés, Monotrèmes, Pachydermes, Ruminants et Cétacés.

La même année, son frère Georges Cuvier (1769-1832) conserve neuf ordres ainsi rangés : Bimanes, Quadrumanes, Carnassiers, Marsupiaux, Rongeurs, Édentés, Pachydermes, Ruminants et Cétacés.
Frédéric Cuvier publie l'Histoire naturelle des Cétacés (2 volumes, 1836) et collabore avec Étienne Geoffroy Saint-Hilaire à la rédaction de l'Histoire naturelle des Mammifères (4 volumes, 1824-1842).
Blainville (1777-1850), dans son Cours de la Faculté des Sciences (1834), partage les Mammifères en trois sous-classes (et huit ordres) :
- I. Monodelphes (Quadrumanes, Carnassiers, Édentés, Rongeurs, Gravigrades, Ongulogrades),
- II. Didelphes (Marsupiaux),
- III. Ornithodelphes (Monotrèmes).

Dès lors, la classification des Mammifères repose sur l'anatomie de l'appareil génital femelle.
Karl Ernst von Baer (1792-1876) étudie l'embryologie des mammifères.
L'ornithologiste britannique John Gould (1804-1881) publia aussi des études mammalogiques, notamment Les Mammifères d'Australie (ang. Mammals of Australia, 1845-1863).
Henri Milne Edwards (1800-1885) et Alphonse Milne-Edwards (1835-1900) conduisent des Recherches pour servir à l'histoire des Mammifères de 1868 à 1874.
Dans son système d'arrangement des Mammifères publié en 1880 en Grande-Bretagne et traduit en 1882 en France, Huxley (1825-1895) décrit trois stades évolutifs mammaliens, nommés du plus primitif au plus évolué : Protothériens, Métathériens et Euthériens. Ces stades sont atteints de façon indépendante par les membres des différents ordres de mammifères connus.
Les travaux mammalogiques de Donald Griffin (1915-2003), en collaboration avec Robert Galambos (1914-2010), ont porté sur l'écholocation chez les Chiroptères.
À partir de 1940, les deux savants ont montré que les chauves-souris utilisent les renseignements fournis par la réflexion des sons vocaux émis lors du vol, pour éviter les obstacles.

## En France
- la SFEPM est une association de mammalogistes, biologistes spécialisés dans l'étude des mammifères, qui s'est constituée autour du projet d'un atlas de répartition des mammifères sauvages de France. Elle travaille aussi à la préparation et mise en œuvre de plans de restauration d'espèces menacées.
- Des associations régionales existent aussi, telles que par exemple la Coordination mammalogique du Nord de la France. 
Ces associations ont généralement plusieurs objectifs qui sont la connaissance scientifique (incluant les inventaires naturalistes, mais aussi d'autres aspects de la biodiversité), l'évaluation de l'état et de la dynamique des populations (quantitativement et qualitativement), la protection des espèces et la protection, gestion et restauration de leurs habitats, ainsi que la sensibilisation du public, souvent et de plus en plus en lien avec les conseils scientifiques régionaux, les conservatoires des sites, le conservatoire du littoral, les gestionnaires de réserves naturelles, les DREAL, les ministères, collectivités et institutions concernés et le muséum national d'histoire naturelle.
Certaines associations travaillent aussi à la protection du patrimoine naturel des espèces domestiquées (diversité génétique de races, variétés anciennes ou rustiques de certaines espèces domestiquées par l'homme).